# Leopold Sylvain Horn
Leopold Sylvain Horn (29 d'agost de 1916 - 16 de setembre de 1995) va ser un àrbitre de futbol neerlandès.
Horn va néixer a Sittard, on va ser amic de l'artista Toon Hermans. La família es va traslladar a Amsterdam el 1928. Horn va esdevenir empleat de l'empresa tèxtil Lehmann & Co, i va esdevenir àrbitre aficionat després que una lesió al genoll acabés la seva carrera com a jugador.

## Segona Guerra Mundial
Horn va assolir la fama com a àrbitre després de la Segona Guerra Mundial. Durant la Guerra, Horn va lluitar amb la Resistència holandesa i va ser guardonat amb un cinturó negre en judo. Horn va ser suspès de l'arbitratge per la Reial Associació Neerlandesa de Futbol per ordre del govern neerlandès annexionat per ser jueu, el 1941. El seu germà, Edgar Horn, va ser assassinat en un camp de concentració.

## Partits rellevants
Horn va ser l'encarregat del famós partit Anglaterra-Hongria de 1953 a l'estadi de Wembley i és un dels quatre únics homes que han arbitrat dues finals de la Copa d'Europa, començant per la final de 1957, en el segon any de la competició. A la final de 1962 contra el Benfica, es va veure el jugador del Reial Madrid Ferenc Puskás llançant alguna cosa a la multitud. Ken Jones, un periodista anglès, va preguntar més tard a Horn per què no havia advertit Puskás. Horn va respondre: "El que no saps és que vaig llançar el meu xiulet a Puskás", va dir Horn. «Li va tocar a l'orella.» (Va ser el xiulet que Puskás havia llançat a la multitud). El setembre següent, Horn va arbitrar l'eliminatòria de les finals de la Copa Libertadores de 1962 després que l'eliminatòria original a doble partit acabés en empat.
Cap al final de la seva carrera, Horn va ser nomenat per arbitrar el partit entre el Leeds United FC i el València CF a la Copa de Fires el 2 de febrer de 1966. Jack Charlton, després de ser colpejat per un jugador valencià, va ser eliminat per strikeout i es va iniciar una baralla, només per ser dissolta per la policia. Horn va liderar la sortida dels dos equips, i va expulsar Charlton i Vidagany al túnel. D'aquest partit, Jack Charlton va dir: "Una de les tempestes més grans del futbol europeu va esclatar sobre els caps del Leeds United quan van jugar contra el València. Jo era al centre de la fila; tres jugadors, inclòs jo mateix, van rebre l'ordre d'abandonar el terreny de joc; tots dos equips també van ser convocats al camp per un període per permetre que els ànims s'acabessin", va afirmar Horn: "Els diners van ser la causa del problema. Gairebé es podia olorar al camp". Don Revie va dir: "Si això és futbol europeu, crec que n'estem millor fora"."
Va arbitrar el seu últim partit, un Ajax contra Bulgària, el 31 d'agost de 1966.

## Vida personal
Horn es va convertir més tard a la vida en un bon amic d'Abraham Klein. Va morir a Amstelveen als 79 anys.